# Transporte Urbano
Transporte Urbano fue un grupo de rock de República Dominicana surgido en 1982. considerado uno de los iniciadores del rock dominicano.

## Biografía
Transporte Urbano fue fundado por el cantautor Luis Días, en 1982, luego de su regreso de Nueva York.
Días, fundador del folk urbano dominicano y unos de los creadores del grupo de investigación y creación folclórica Convite, se había propuesto, ya desde finales de los 70, un replanteo de la música y los ritmos folclóricos dominicanos. Al sumar esa experiencia a su contacto con el punk y el rock que por entonces tomaba vuelo en Nueva York, regresó a la Isla con el propósito de producir la eclosión. Se creó entonces "Transporte Urbano".
Contó para ello con jóvenes  músicos: Juan Francisco Ordóñez en la guitarra eléctrica, Guy Frómeta en la batería, Héctor Santana en el bajo (sustituido más tarde por Peter Nova), Bruno Ranson en el saxo y José Duluc en la percusión. Pocos años más tarde, el grupo evolucionó a una formación de "power trío" con bajo, batería y guitarra.
En febrero de 1983 se presentaron en el anfiteatro de Altos de Chavón junto a Bob James  y en abril con el grupo británico de ska English Beat
En el año 1984, Luis junto a Transporte Urbano graba la banda sonora de un corto llamado “Las Pausas Del Silencio” en colaboración con artistas como Juan Luis Guerra, Maridalia Hernández y Tavito Vasquez.
La música luego fue galardonada con el premio a Mejor Banda Sonora en el festival de cine internacional de Filadelfia. 
Al siguiente año, Transporte graba lo que iba a ser su primer LP en el estudio Audiolab, aunque debido a falta de recursos no se publica oficialmente hasta el año 2000 bajo el nombre “Vickiana: Las Sesiones Del 1985”
En abril de  1987, el grupo tuvo una polémica participación en el festival "Varadero 87" celebrado en Cuba. La presencia escénica  y el fuerte sonido del grupo fue considerado "impropio" por algunas autoridades y los miembros de la banda fueron "invitados" a salir del país al día siguiente de su presentación. Sin embargo, se produjo una gran ola de apoyo en la prensa juvenil cubana, en la que cabe destacar el gesto solidario de Pablo Milanés.
"Transporte Urbano" se mantuvo activo en la escena musical dominicana hasta el año 2004, poco después de su presentación en el homenaje que le hiciera al cantautor Días la secretaría de cultura de la República Dominicana. Luis Días murió 5 años más tarde en Santo Domingo, el 8 de diciembre de 2009, a los 57 años de edad, a causa de infarto agudo de miocardio y complicaciones hepáticas y renales.
El 2 de noviembre de 2010,  Sonia Silvestre y Transporte Urbano presentaron a casa llena en el Palacio de Bellas Artes el concierto "Mi amigo el Terror",  como homenaje póstumo al fundador del rock dominicano.

## Relevancia
- Transporte Urbano fue la primera banda que hizo auténtico rock dominicano. Aunque habían existido grupos roqueros, era la primera vez que una banda tenía un claro sello de originalidad.[5]
- Sobre las composiciones de Luis Días, con textos de fuerte contenido social y popular, la banda conjugó las sonoridades universales del rock y el jazz con los ritmos autóctonos y esto generó una nueva estética musical.[6]
- Otro elemento a destacar fue siempre la fuerza de sus presentaciones en directo, donde el virtuosismo del trío servía de lienzo al histrionismo de Días.[7]
- Transporte Urbano nunca interpretó canciones de otros autores.

## Discografía
- 1999 Luis Días y Transporte Urbano En Vivo
- 2000 Vickiana: Las Sesiones de 1985
- 2004 DVD Luis Terror Días: El terror en vivo